# Hans Jessen (Architekt)

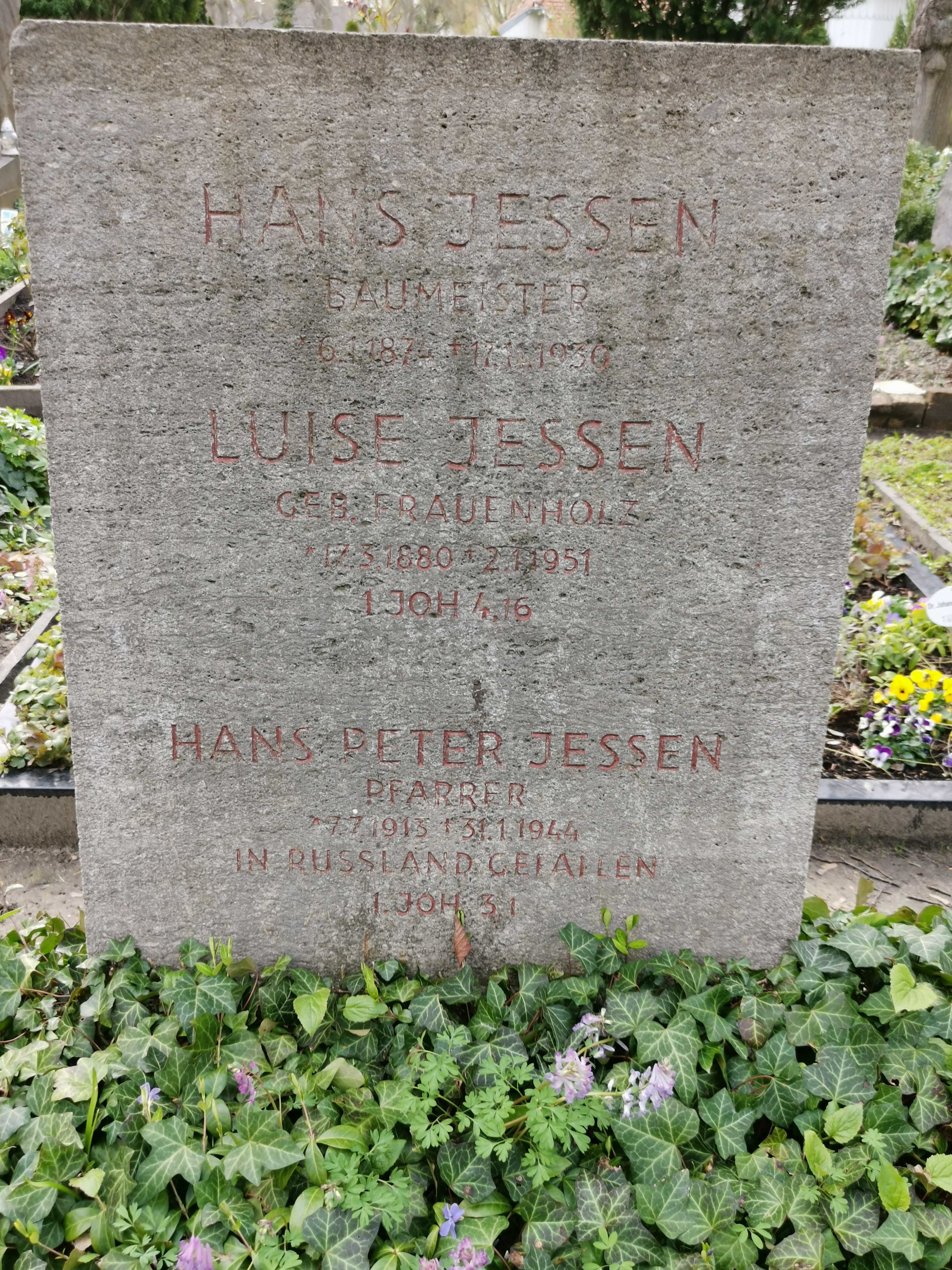
Grab auf dem St. Annen-Friedhof Dahlem

Hans Hermann Jessen (* 6. Januar 1874 in Hamburg; † 17. November 1930 in Berlin-Dahlem) war ein deutscher Architekt.

## Leben
Hans Jessen war ein Sohn von Hans Otto Jessen, dem Gründer der ersten Berliner Städtischen Handwerkerschule. Er studierte Architektur an der Technischen Hochschule (Berlin-)Charlottenburg und an der Technischen Hochschule München. Bis 1905 war er als Regierungsbaumeister (Assessor in der öffentlichen Bauverwaltung) in Berlin tätig und arbeitete dann als selbständiger Architekt. Jessen heiratete am 5. Oktober 1908 in München Luise Frauenhalz. Er starb am 17. November 1930 in seinem Wohnhaus in Berlin-Dahlem, Hittorfstraße 12. Sein Enkelsohn ist der gleichnamige Journalist Hans Jessen.

## Bauten
Hans Jessen gestaltete Bank- und Verwaltungsgebäude, Landhäuser und Siedlungsbauten, vornehmlich in Berlin. Bei den Entwürfen für Landhäuser und Villen orientierte sich Jessen am englischen Landhausstil. Die Bauten aus seiner späten Lebensphase sind vom Neuen Bauen beeinflusst.
- 1909: Fassadengestaltung an Fabrikgebäuden der Maschinenfabrik Paul Sander in Berlin-Tempelhof, Ringbahnstraße[2]
- 1910: Umbau eines Gebäudes für die Deutsche Bank AG in Berlin-Friedrichstadt, Mauerstraße 39–42
- 1910–1911: Umbau und Erweiterung des ehemaligen Geschäftshauses Faßkessel & Müntmann für das Bankhaus Bleichröder in Berlin-Dorotheenstadt, Unter den Linden 12 und 13 (spätere Hausnummer 53/55; in Anpassung an die Fassade des 1890 von Hans Grisebach errichteten Ursprungsbaus Unter den Linden 12; kriegszerstört)[2]
- 1910–1911: „Gartenhaus“ für Hans von Bleichröder in Berlin, Tiergartenviertel, Regentenstraße 4 (kriegszerstört)[2]
- 1911–1912: Bankgebäude für die Spar- und Anleihekasse zu Lübeck in Lübeck, Breite Straße 18 (1967 abgebrochen)[2]
- 1913–1914: zwei Landhäuser in Berlin-Dahlem, Hittorfstraße 12 (eigenes Wohnhaus; unter Denkmalschutz[3]) und Hittorfstraße 14 (Wohnhaus Rosenstein; unter Denkmalschutz[4])
- 1913–1914?: Erweiterungsbau für die Deutsche Bank AG in Berlin-Friedrichstadt, Mauerstraße 35–38
- 1914–1916: Bankgebäude für die Mecklenburgische Hypotheken- und Wechselbank in Wismar, Am Markt 16/17
- 1919–1920: Abendrotsiedlung in Berlin-Lichtenrade - (unterliegt heute einer Erhaltungsverordnung)[5]
- 1921: Wohnhaus Baur in Berlin-Frohnau, Ortwinstraße 14 (unter Denkmalschutz)[6]
- 1925–1926: Landhaus für den Unternehmer Paul Ashelm in Berlin-Grunewald, Hagenstraße 36 (unter Denkmalschutz)[7][8]
- 1926–1927: Gemeindehaus der St.-Annen-Gemeinde in Berlin-Dahlem, Thielallee 1–3 (unter Denkmalschutz)[9]
- veröffentlicht 1928: Verwaltungsgebäude für die Maschinenfabrik Paul Sander & Co. AG in Berlin-Neuschöneweide, Bruno-Bürgel-Weg 122[10]
- 1928–1929: Bankgebäude für die Deutsche Bau- und Bodenbank AG in Berlin-Friedrichstadt, Taubenstraße 48/49 (unter Denkmalschutz)[11]
- 1928–1929: Gemeindehaus mit Wohnungen für die Hochmeister-Gemeinde in Berlin-Wilmersdorf, Paulsborner Straße 86 (unter Denkmalschutz)[12]
- 1929–1930: Gemeindehaus der Genezareth-Gemeinde in Berlin-Neukölln, Schillerpromenade 16 (unter Denkmalschutz)[13]
- 1929–1930: Wohnanlage Tauernallee für die Bankangestellten-Wohlfahrt GmbH in Berlin-Mariendorf, Tauernallee 10–29 (unter Denkmalschutz)[14]
- 1930: Siedlung „Blanke Helle“ für die DeGeWo in Berlin-Tempelhof, Wittekindstraße 28–58, Burgemeisterstraße 37–41, Friedrich-Wilhelm-Straße 46–51, Kaiserin-Augusta-Straße 44–49, Alboinplatz 1–15 (unter Denkmalschutz)[15]
- 1930–1931: Gemeindehaus der Lazarus-Gemeinde in Berlin-Friedrichshain, Marchlewskistraße 40 (nach Jessens Tod fertiggestellt durch Werner March)

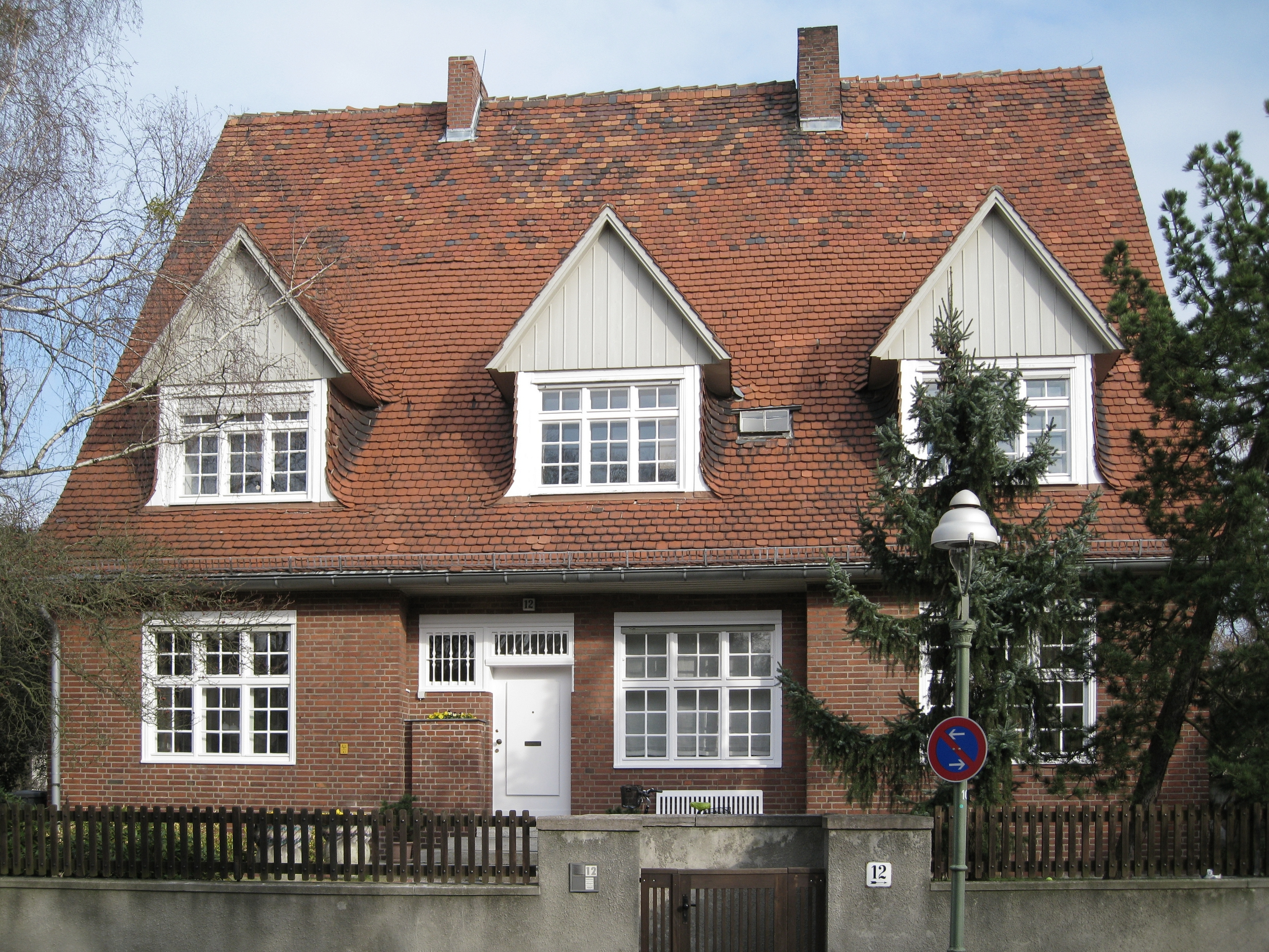
Landhaus Hittorfstraße 12 in Berlin-Dahlem
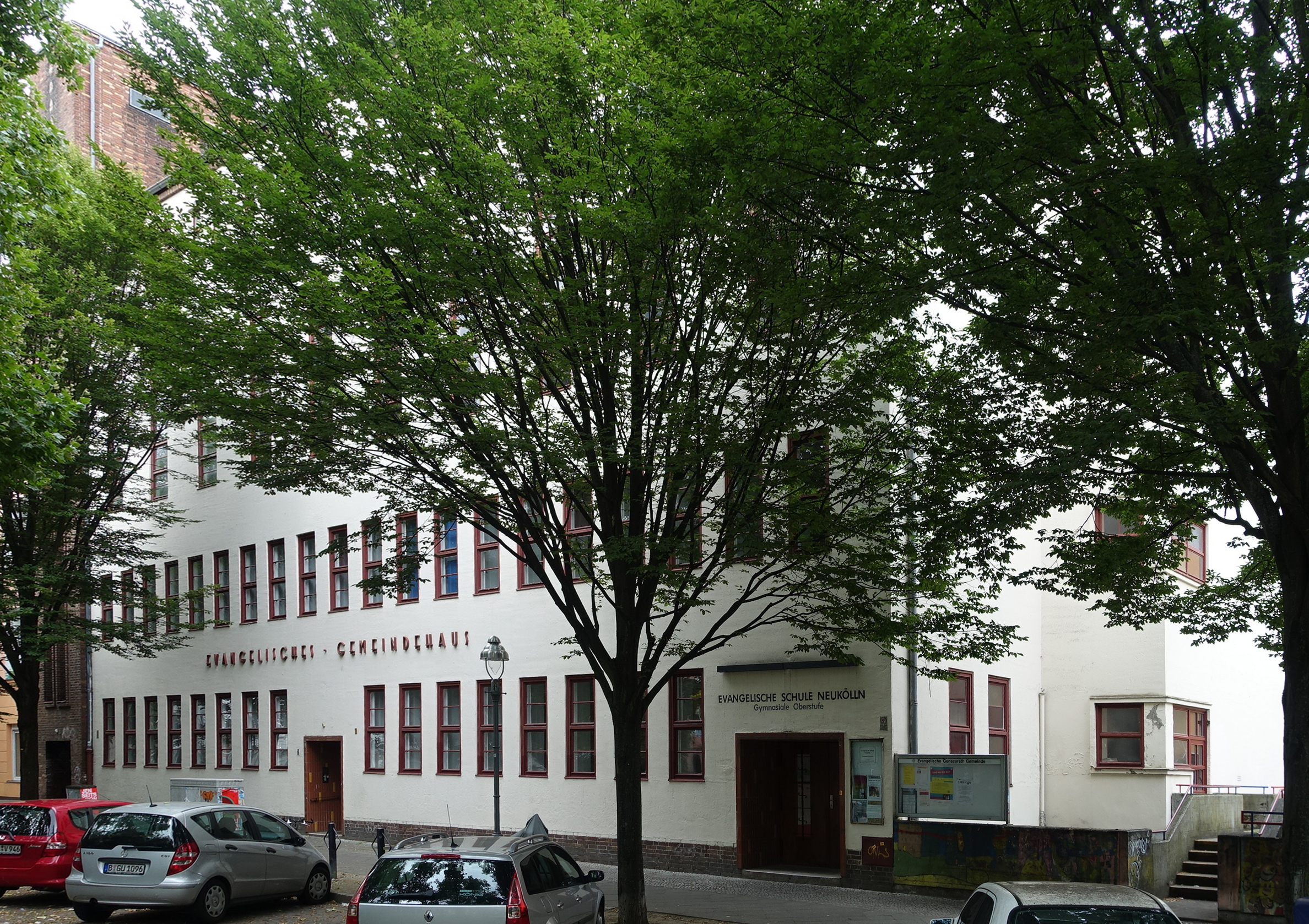
Gemeindehaus an der Schillerpromenade in Berlin-Neukölln
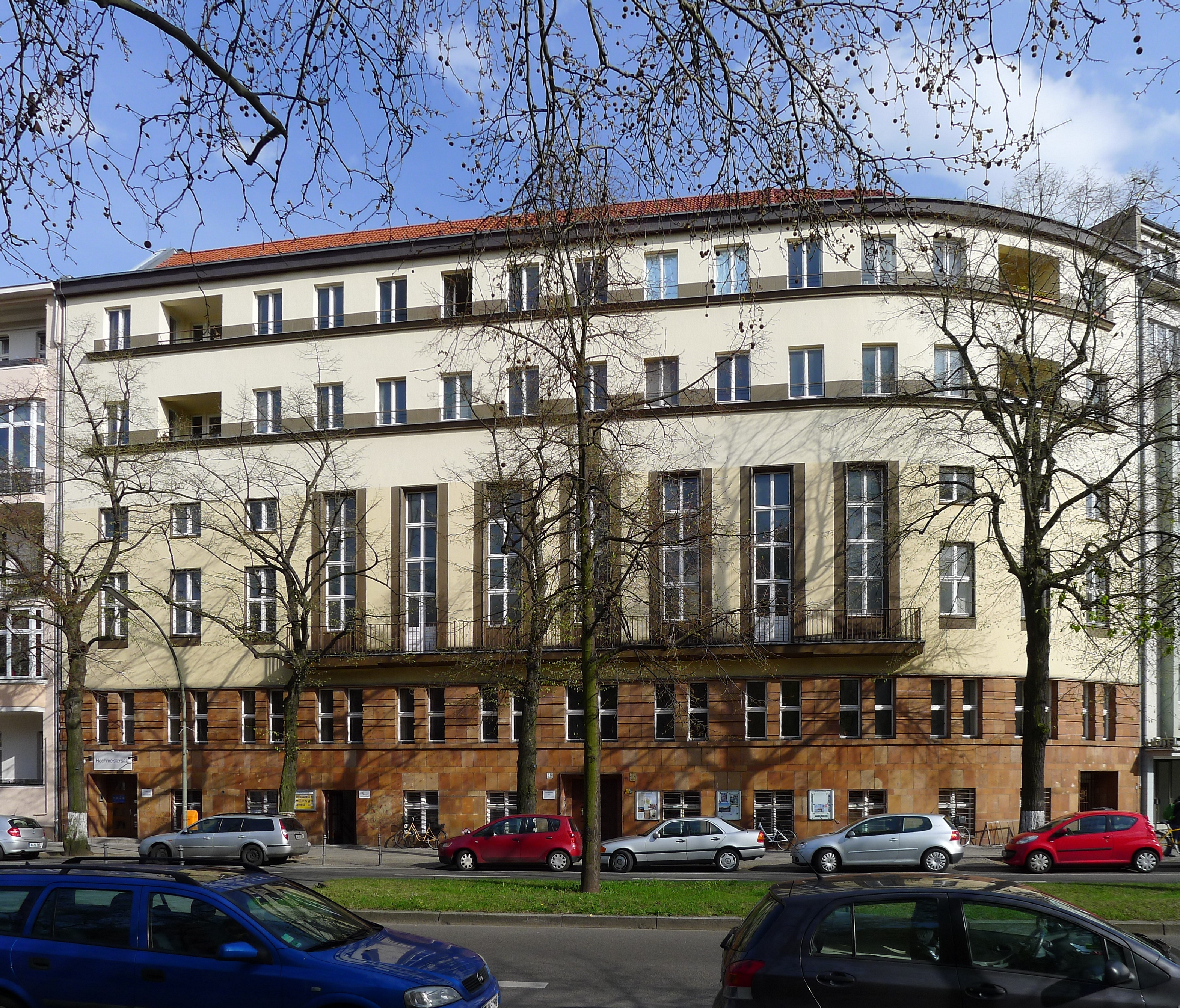
Gemeindehaus an der Paulsborner Straße in Berlin-Wilmersdorf
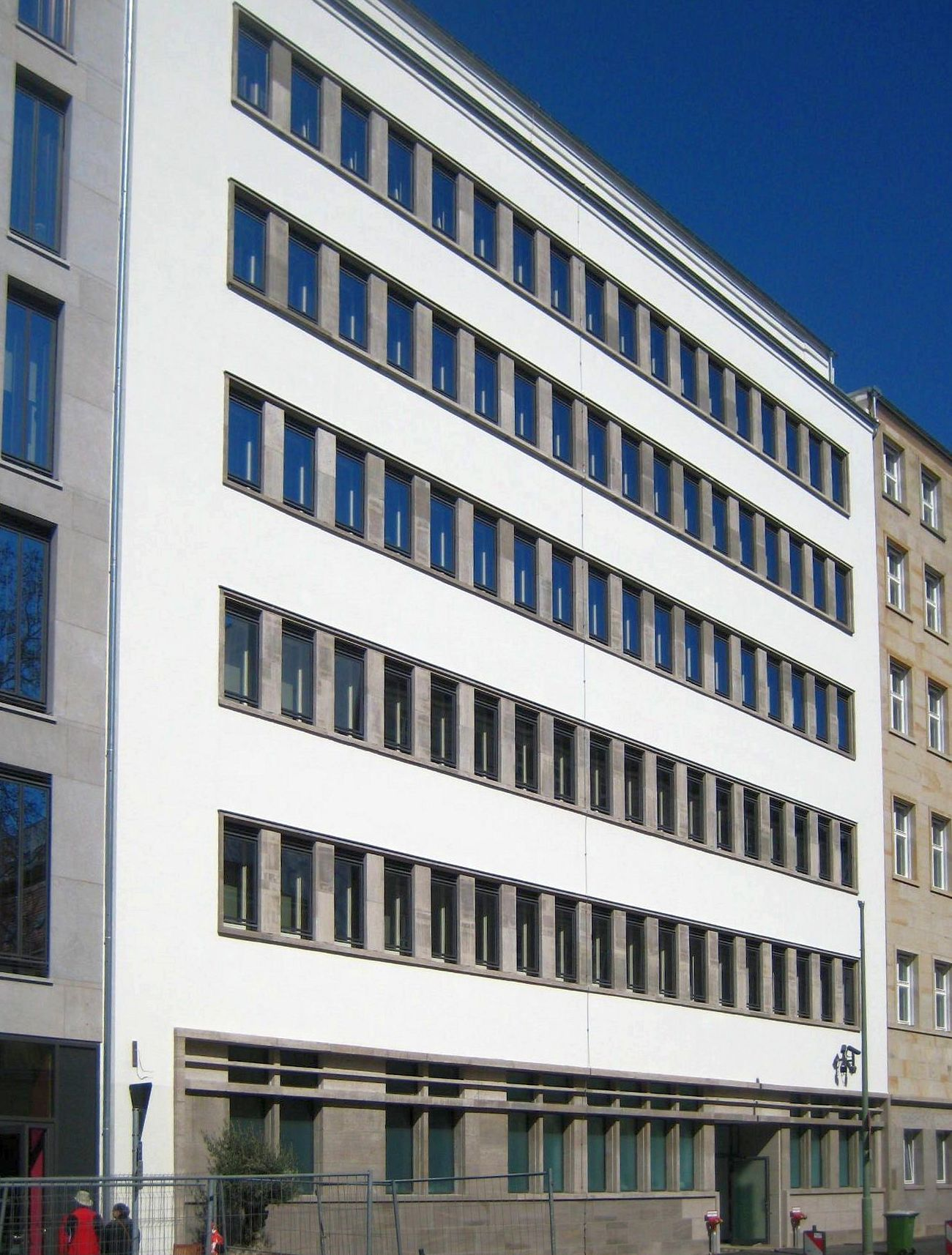
Bankgebäude der ehem. Deutsche Bau- und Bodenbank AG in der Berliner Friedrichstadt